# Ferocactus haematacanthus
Ferocactus haematacanthus es una especie de la familia de las cactáceas. Es originaria de México.

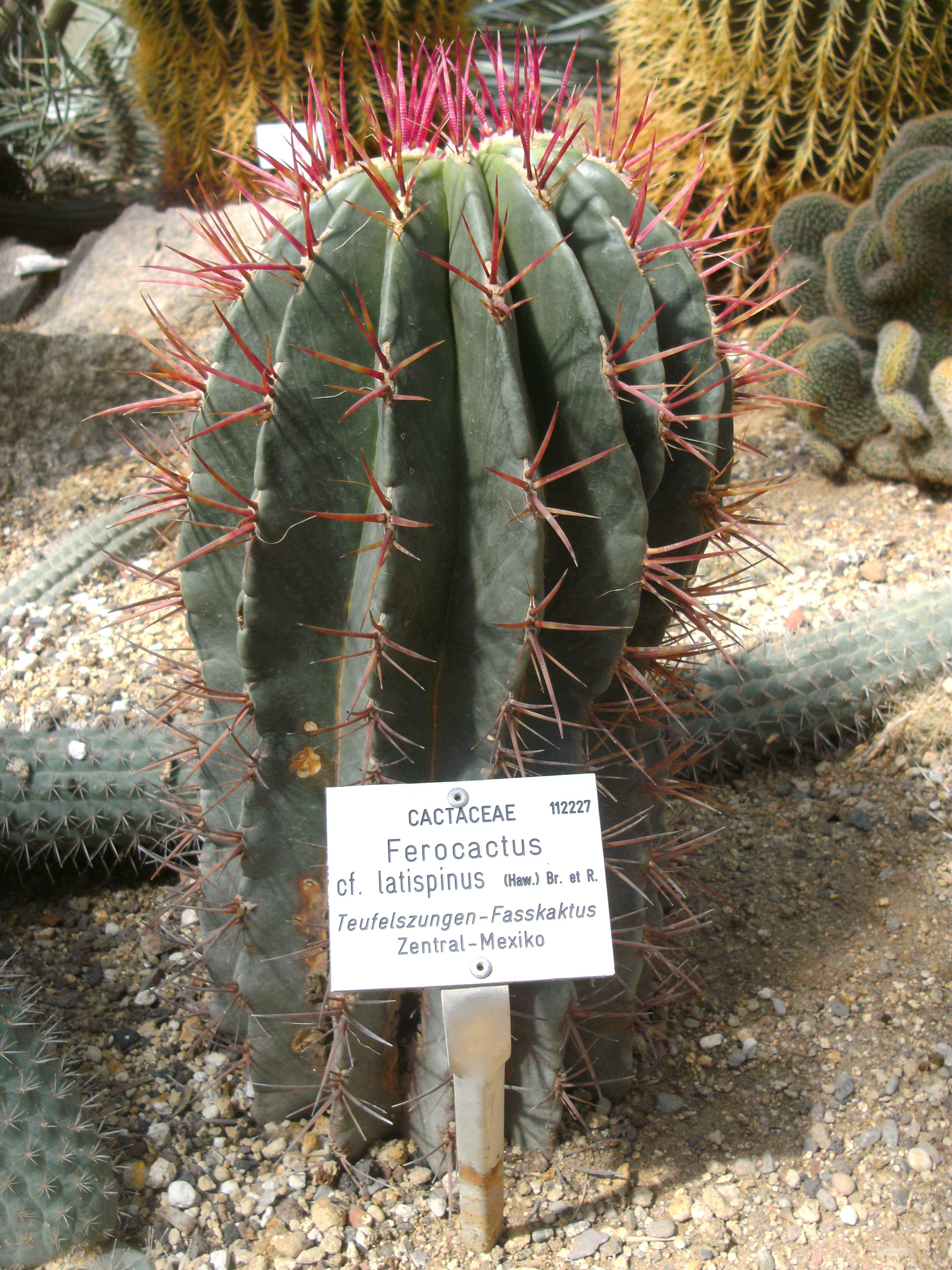
Vista de la planta con sus espinas rojas

## Descripción
Se trata de una planta globular, crece individualmente con tallos esféricos o cilíndricos, inicialmente glaucos, luego verde, y alcanza un diámetro de 25-36 centímetros y de 30 a 120 centímetros de altura. Tiene 13-17 costillas . En las areolas las espinas son de color rojo sangre. Los cuatro espinas centrales tienen 4-8 cm de largo. Las seis a siete espinas radiales tienen una longitud de 2,5 a 3,5 centímetros. Las flores en forma de embudo, de color rosa ligeramente violáceo a rosa-púrpura, alcanzan una longitud de 6 a 7 centímetros y tienen igual diámetro. El fruto de 2 a 3.5 cm de largo, con forma de huevo tiene color morado oscuro.

## Distribución
Ferocactus haematacanthus se encuentra en la frontera entre los estados mexicanos  de Puebla y Veracruz distribuidas en altitudes superiores a 2.200 metros.

## Taxonomía
Ferocactus haematacanthus fue descrita por (Monv. ex Salm-Dyck) Bravo ex Backeb. & F.M.Knuth y publicado en Kaktus-ABC 352, en el año 1936.
Etimología
Ferocactus: nombre genérico que deriva del adjetivo latíno "ferus" = "salvaje" , "indómito" y "cactus", para referirse a las fuertes espinas de algunas especies.
haematacanthus epíteto latino que significa "con espinas de color rojo".
Sinonimia
- Echinocactus electracanthus
- Bisnaga haematacantha (Monv. ex Salm-Dyck) Orcutt
- Bisnaga pueblensis Doweld
- Echinocactus flavispinus Meinsh.
- Echinocactus flexispinus Engelm.
- Echinocactus haematacanthus (Monv. ex Salm-Dyck) Monv. ex F.A.C.Weber
- Echinocactus haematacanthus var. crassispinus Engelm.
- Echinocactus hamatacanthus Muehlenpf.
- Echinocactus hamatocanthus var. brevispinus (Engelm.) J.M.Coult.
- Echinocactus hamatocanthus var. longihamatus (Galeotti ex C.F.Först.) J.M.Coult.
- Echinocactus longihamatus Galeotti ex Pfeiff.
- Echinocactus longihamatus var. brevispinus Engelm.
- Echinocactus longihamatus f. brevispinus (Engelm.) Schelle
- Echinocactus longihamatus var. crassispinus Engelm.
- Echinocactus longihamatus var. gracilispinus Engelm.
- Echinocactus setispinus var. longihamatus (Galeotti) Poselger
- Echinocactus treculianus Labour.
- Ferocactus stainesii var. haematacanthus (Salm-Dyck) Backeb.
- Hamatocactus hamatacanthus (Muehlenpf.) F.M.Knuth[3][4][5]